# Liu Han
Liu Han (chinesisch 刘汉, Pinyin Liú Hàn; * 25. Oktober 1965 in Guanghan, Volksrepublik China; † 9. Februar 2015) war ein chinesischer Unternehmer und Chef der Hanlong Group.
2012 belegte er den Platz 148 auf der Forbes-Liste der reichsten Menschen der Welt. Er wurde im Mai 2014 vom mittleren Volksgericht von Xianning in Zentralchinas Provinz Hubei beschuldigt, eine mafiaähnliche Bande geführt und seit 1993 auch mehrere Morde angeordnet zu haben. Das Gericht verurteilte ihn und seinen Bruder in erster Instanz überraschend nicht zur Todesstrafe mit zweijährigem Aufschub, die nach chinesischer Rechtsprechung die Umwandlung zu lebenslanger Haft bedeutet, sondern verhängte gleich die Höchststrafe. Am 9. Februar 2015 wurden er, sein Bruder sowie drei weitere Mitverurteilte hingerichtet.